# Both Sides
Both Sides (englisch für „beide Seiten“) ist das fünfte Studioalbum des britischen Sängers Phil Collins, das im November 1993 erschien.

## Entstehung und Veröffentlichung
Die Erstveröffentlichung von Both Sides erfolgte am 8. November 1993 bei WEA Records. Das Album erschien in seiner Originalausführung als CD, MC und Doppel-LP mit elf Titeln (Katalognummern: 4509-93757-2/-4/-1). Am 29. Januar 2016 erschien es erneut als LP-Ausführung bei Rhino Records (Katalognummer: 8122795395). Am gleichen Tag erschien eine Deluxeversion mit dem Bonusalbum Extra Sides bei Atlantic Records, das Demo- und Liveaufnahmen beinhaltet (Katalognummer: 8122795396).
Geschrieben und produziert wurden alle Lieder alleine von Collins selbst. Es ist das einzige Album von Collins, das er selbst eingespielt und produziert hat. Die Aufnahmen fanden über einen Zeitraum von sechs Wochen in seinem eigenen Studio zu Hause statt, wodurch sich auch der Klang des Albums von den anderen etwas unterscheidet. Nur Toningenieur Paul Gomershall, der beim zuvor veröffentlichten Livealbum Serious Hits Live mitwirkte, und Assistent Mark Robinson, bei We Can’t Dance beteiligt, halfen ihm. Die Songs fielen etwas kantiger, ungeschliffener aus. Im Booklet wird die Bedeutung der Songs erklärt. Die Texte drücken Collins’ persönliche Gefühle und private Probleme aus, aber es werden auch politische Themen angeschnitten. Er hatte 17 Songs zur Verfügung, verwarf aber diejenigen, die der „zugrundeliegenden Stimmung“ des Albums nicht entsprachen.
Collins sagte in einem Playboy-Interview mit Peter Jebsen vom November 1993:

„Natürlich hätte ich Leute wie Eric Clapton herbeiholen können, die sicherlich schöne Passagen beigesteuert hätten. Aber auf dieser LP sind die Songs extrem persönlich geraten; und ich wollte die Gefahr vermeiden, daß durch die Beteiligung anderer das ursprüngliche Gefühl verwässert wird.“

Zum 30-jährigen Jubiläum erscheint am 20. September 2024 eine erweiterte Neuauflage als Fünf-LP-Vinyl-Set Both Sides (All the Sides) mit einer remasterten Version des Originalalbums, frühen Demotracks, Live-Songs und anderen Raritäten.

## Titelliste
| Both Sides 1. Both Sides of the Story – 6:43 2. Can’t Turn Back the Years – 4:40 3. Everyday – 5:43 4. I’ve Forgotten Everything – 5:15 5. We’re Sons of Our Fathers – 6:24 6. Can’t Find My Way – 5:08 7. Survivors – 6:05 8. We Fly So Close – 7:33 9. There’s a Place for Us – 6:53 10. We Wait and We Wonder – 7:01 11. Please Come Out Tonight – 5:46 | Extra Sides 1. Take Me With You – 5:22 2. Both Sides of the Story (Live) – 8:11 3. Can’t Turn Back the Years (Live) – 6:54 4. Survivors (Live) – 6:42 5. Everyday (Live) – 6:03 6. We Wait and We Wonder (Live) – 7:43 7. Can’t Find My Way (Demo) – 4:48 8. I’ve Been Trying – 5:01 9. Both Sides of the Story (Unplugged) – 5:20 10. Hero (Demo) – 4:47 |

## Rezeption
- Allmusic schrieb: „Einige Fans könnten Collins nicht auf seinem dunklen Ritt folgen, aber Both Sides ist eines seiner künstlerisch befriedigendsten Alben.“ Dem Album wurden vier von fünf Sternen gegeben.[4]
- Der Rolling Stone vergab 2,5 von fünf Sternen.
- Der New Musical Express schrieb: „Ermüdend sind inzwischen dieses asthmatische Synthi-Geröchel, das nach Höhepunkten schnappende Drum-Geballere und die Melodie, so wenig spritzig wie eine drei Tage offene Mineralwasserflasche.“

## Kommerzieller Erfolg

### Chartplatzierungen
| ChartsChartplatzierungen       | Höchstplatzierung | Wochen |
| ------------------------------ | ----------------- | ------ |
| Deutschland (GfK)              | 1 (53 Wo.)        | 53     |
| Österreich (Ö3)                | 1 (18 Wo.)        | 18     |
| Schweiz (IFPI)                 | 1 (32 Wo.)        | 32     |
| Vereinigte Staaten (Billboard) | 13 (30 Wo.)       | 30     |
| Vereinigtes Königreich (OCC)   | 1 (25 Wo.)        | 25     |

| ChartsJahrescharts (1993) | Platzierung |
| ------------------------- | ----------- |
| Deutschland (GfK)         | 37          |
| Österreich (Ö3)           | 31          |

| ChartsJahrescharts (1994) | Platzierung |
| ------------------------- | ----------- |
| Deutschland (GfK)         | 5           |
| Schweiz (IFPI)            | 10          |

### Auszeichnungen für Musikverkäufe
Das Album verkaufte sich laut Schallplattenauszeichnungen weltweit über 4,4 Millionen Mal. Es verkaufte sich alleine in Deutschland über 1,5 Millionen Mal, womit es zu den meistverkauften Musikalben des Landes zählt.
| Land/Region                  | Auszeichnungen für Musikverkäufe (Land/Region, Auszeichnung, Verkäufe) | Verkäufe    |
| ---------------------------- | ---------------------------------------------------------------------- | ----------- |
| Australien (ARIA)            | Platin                                                                 | 70.000      |
| Belgien (BRMA)               | Gold                                                                   | 25.000      |
| Brasilien (PMB)              | Gold                                                                   | 100.000     |
| Dänemark (IFPI)              | Gold                                                                   | 50.000      |
| Deutschland (BVMI)           | 3× Platin                                                              | 1.500.000   |
| Europa (IFPI)                | 3× Platin                                                              | (3.000.000) |
| Frankreich (SNEP)            | Platin                                                                 | 300.000     |
| Italien (FIMI)               | 2× Platin                                                              | 200.000     |
| Japan (RIAJ)                 | Gold                                                                   | 100.000     |
| Neuseeland (RMNZ)            | 2× Platin                                                              | 30.000      |
| Niederlande (NVPI)           | Platin                                                                 | 100.000     |
| Norwegen (IFPI)              | Platin                                                                 | 50.000      |
| Österreich (IFPI)            | Platin                                                                 | 50.000      |
| Portugal (AFP)               | Gold                                                                   | 20.000      |
| Schweden (IFPI)              | Gold                                                                   | 50.000      |
| Schweiz (IFPI)               | Platin                                                                 | 50.000      |
| Spanien (Promusicae)         | 2× Platin                                                              | 200.000     |
| Vereinigte Staaten (RIAA)    | Platin                                                                 | 1.000.000   |
| Vereinigtes Königreich (BPI) | 2× Platin                                                              | 600.000     |
| Insgesamt                    | 6× Gold · 21× Platin ·                                                 | 4.485.000   |

Hauptartikel: Phil Collins/Auszeichnungen für Musikverkäufe